# Ansgarskolen (Ribe)
Ansgarskolen er en folkeskole beliggende i Ribe, Syddanmark som anno 2015 har 667 elever.
Skolen blev taget i brug d. 25. september 1953 som Valdemarskolen, men blev i 2014 sammenlagt med Nørremarksskolen under navnet Ansgarskolen.

## Navneforvirring
Skolen skiftede igen navn i august 2015 fra Ansgarskolen i forbindelse med organisatoriske omlægninger af hele folkeskoleområdet i Esbjerg Kommune, hvor den blev en afdeling af Vadehavsskolen.
Bare to år senere rejses der tvivl ved årsagen til de nye navne, som ingen forstår og rigtig har taget til sig.
Udvalgsformanden for Børn & Familieudvalget bliver nedstemt i spørgsmålet om, hvorvidt skolerne skal have deres gamle navne tilbage og flertallet beslutter, at det skal de.
Skolens ledelse består, anno 2015, af afdelingsleder Martin Andreasen og skoleleder Anita Kallesøe Jørgensen.

## Skolens nøgletal hos Undervisningsministeriet
Børne- og Undervisningsministeriet offentliggør udvalgte nøgletal for skoler. Her kan tallene for Ansgars Skolen ses: https://uddannelsesstatistik.dk/pages/institutions/280501.aspx/